# Alcova (arquitetura)

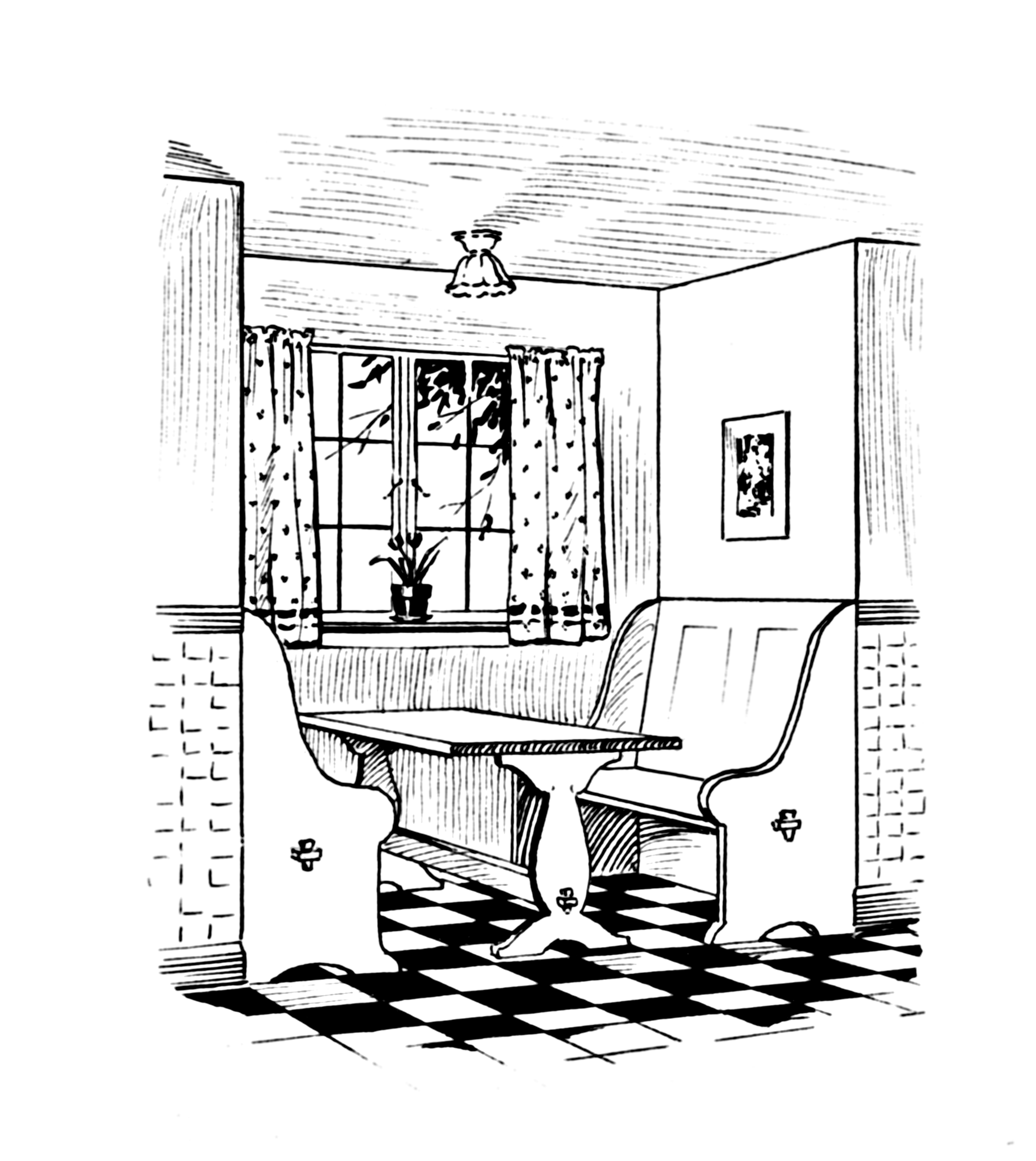
Desenho de uma alcova.

Alcova,  (em árabe: القبة, al-qubbah, que significa "o cofre") é um termo arquitectónico que se refere a um recesso de um quarto, um lugar recôndito numa parede, geralmente encoberto por colunas, balaústres ou cortinas. No Brasil, refere-se a um dormitório situado no interior de uma residência, sem janelas ou portas para o exterior.
Em geral é insalubre pela dificuldade de renovação de ar. Nas construções mais importantes do século XIX as alcovas eram iluminadas durante o dia, por portas envidraçadas que davam acesso a cómodos com luz direta. Em certos casos, a alcova conseguia iluminação e ventilação através de porta com bandeira envidraçada ou sem vidro, que dava acesso a cômodos iluminados e ventilados, tais como a sala de jantar e a antealcova. Por extensão, hoje em dia passou a designar um pequeno dormitório.
Antigamente, referia-se a tabernáculo, ermida ou pequena edificação levantada em memória de uma pessoa importante. Na arquitetura medieval era comumente usado como espaço para dormir, fora da estrutura principal de um salão airoso. A separação da alvoca do espaço principal foi inicialmente feita por meio de cortinas e mais tarde a partir de divisórias de madeira para formar câmaras independentes e, assim, conservar o calor. Nos séculos seguintes, as camas em alcovas surgiram como meio de economização do espaço em pequenas salas de estar, mais especificamente nos apartamentos.
Alcova, refere-se também a espaços, muitas vezes projetados de formas semicirculares, vazios de paredes espessas e utilizado para a exibição de estátuas, como os encontrados na arquitetura romana e renascentista.